# Energy Hog
Energy Hog è un personaggio di finzione creato nell'ottobre 2005 dal Dipartimento dell'Energia degli Stati Uniti d'America (United States Department of Energy) come mascotte della conservazione dell'energia e testimonial delle pubblicità realizzate per sensibilizzare l'opinione pubblica americana sulla tematica.
È un maiale antropomorfico con abiti da motociclista.